# Erin Morgenstern
Erin Morgenstern (ur. 8 lipca 1978) – amerykańska artystka multimedialna i autorka dwóch powieści fantasy. Jej powieść Cyrk nocy zdobyła Nagrodę Locusa za najlepszy debiut. W 2012 zdobyła Alex Award. W 2020 napisane przez nią Bezgwiezdne Morze ponownie było nominowane do Locusa.